# 阿克塞尔·乌尔里希
阿克塞尔·乌尔里希（德語：Axel Ullrich，1943年10月19日—），出生于德国西里西亚Lauban（1945年以来属波兰），德国癌症研究员，1988年以来任Martinsried马克斯·普朗克生物化学研究所分子生物学部主任。该部门的研究主要集中在信号转导。乌尔里希和他的团队在2010年获得沃尔夫奖。